# 中州科技大學
中州學校財團法人中州科技大學，簡稱中州科大，是一所曾位於臺灣彰化縣員林市的私立科技大學，1969年創立，2011年8月升格；2022年2月16日爆發乌干达學生黑工事件，遭中華民國教育部勒令全面停止招生，2023年7月31日停辦。2024年9月，產權已全數過戶給內政部，未來轉為替代役全民防衛及保二總隊機動中隊場域使用。

## 歷史

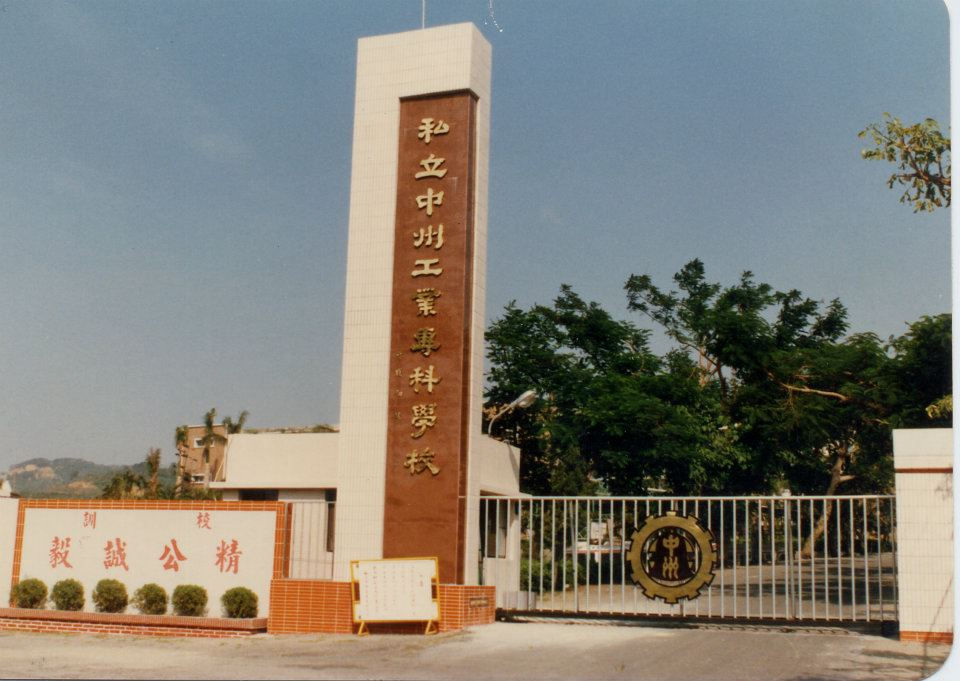
中州工業專科學校-校門

- 1965年秋：開始籌備中州工業專科學校，第一屆董事長為王廣慶。
- 1969年12月10日：中州工業專科學校正式成立。
- 1991年：更名為中州工商專科學校。

- 2000年：升格為中州技術學院，
- 2009年7月，獲得教卓計畫補助計畫。

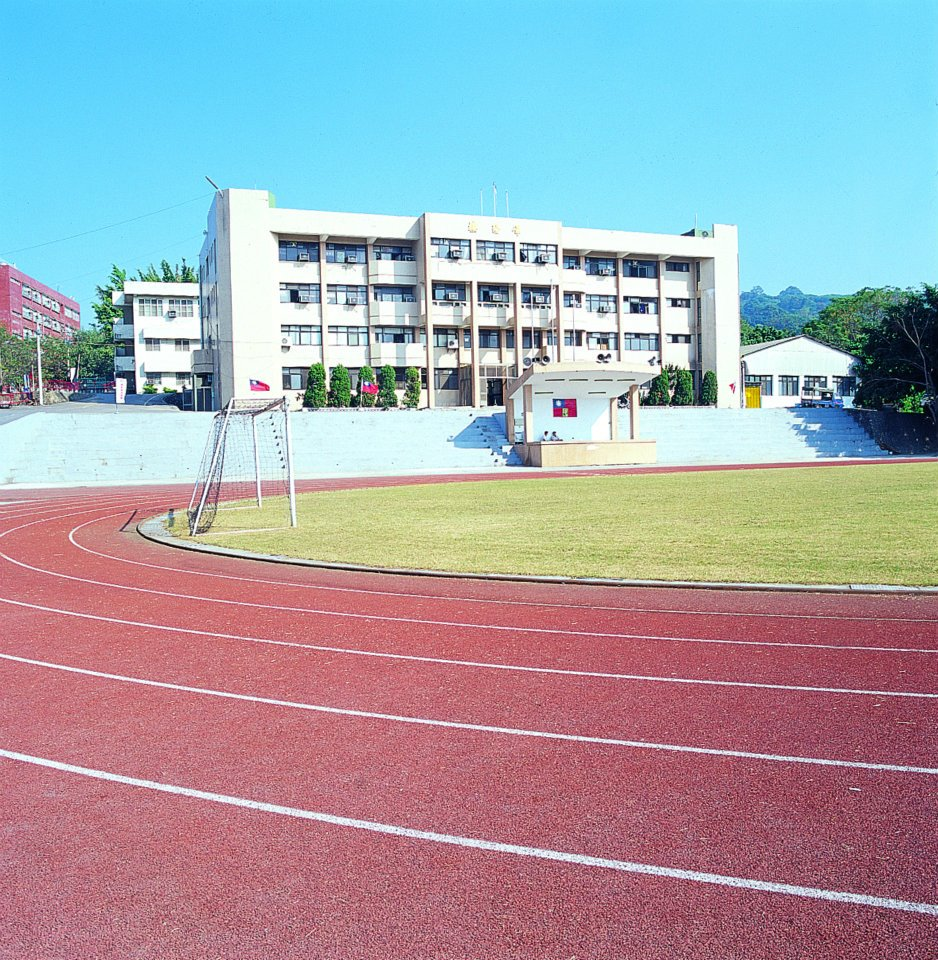
約中州技術學院中期-操場（現今綜合體育館位置）

- 2010年：在2009年改大專案評鑑中（資工系、自控系、景觀系、保營系、幼保系等）五系全數一等。加上96年評鑑(電機系、電子系、企管系、資管系、行銷系、生技系、視訊系等七系一等）總共12個系一等；同年6月，教育部核准改名科技大學准予籌備一年。

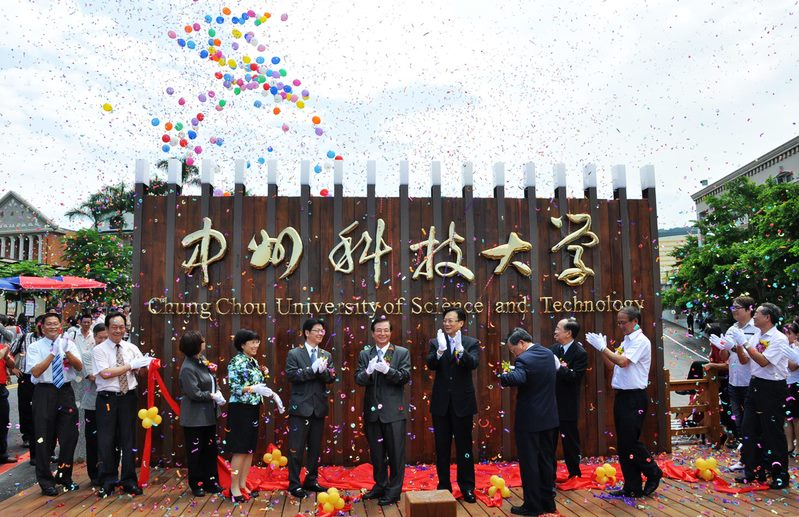
2011年8月1日改名科技大學揭牌典禮

- 2011年8月1日：改名中州學校財團法人中州科技大學。
- 2021年：被爆出剝削且恐嚇烏干達等外籍學生。
- 2022年1月：剝削烏干達等外籍學生案，檢方指揮移民署展開搜索，經檢察官訊後，依涉嫌違反人口販運防制法、刑法詐欺罪及就業服務法聲押推廣中心前主任藍姓主嫌獲准，柴姓副校長以30萬元交保，楊姓前行政助理5萬元交保，國際交流中心主任及組長限制住居、校長黃思倫請辭。教育部將中州科大列為專案輔導學校，並禁止其招收境外學生[3]。
- 2022年2月16日：因校方連續爆發2起剝削烏干達外籍生淪血汗學工及教學品質查核不良事件，違反大學法及外國學生來台就學辦法規定，教育部命令中州科大自111學年起全面停止招生[2]。
- 2022年9月7日：中州科技大學被教育部列入退場條例的專輔名單中。退審會認定其「財務狀況顯著惡化，已有不能清償債務之事實或嚴重影響校務正常營運」改善期限到2023年5月31日。[4]
- 2023年5月31日，專輔期限到期後被宣佈停辦。
- 2024年9月，校舍校地產權已全數過戶給中華民國內政部，未來做為替代役全民防衛及保二總隊機動中隊場域使用。[5]

## 人物
歷任董事長
| 任屆         | 董事長 | 就任日期   | 卸任日期      |
| ------------ | ------ | ---------- | ------------- |
| 第1屆        | 王廣慶 | 1969年11月 | 1974年2月     |
| 第2屆        | 張銘   | 1974年2月  | 1975年3月     |
| 第3屆        | 詹泊   | 1975年3月  | 1980年2月     |
| 第4屆        | 牛踐初 | 1980年2月  | 1984年2月     |
| 第5屆        | 牛踐初 | 1984年2月  | 1987年2月     |
| 第6屆        | 牛踐初 | 1987年2月  | 1990年2月     |
| 第7屆        | 牛踐初 | 1990年3月  | 1992年3月     |
| 第8屆        | 柴沁明 | 1992年3月  | 1995年3月     |
| 第9屆        | 柴沁明 | 1995年3月  | 1999年9月     |
| 第10屆       | 柴洵清 | 1995年9月  | 2002年3月     |
| 第11屆       | 柴洵清 | 2002年3月  | 2005年3月     |
| 第12屆       | 曾素珠 | 2005年3月  | 2006年1月     |
| （補選）     | 柴洵清 | 2006年1月  | 2008年3月     |
| 第13屆       | 柴洵清 | 2008年4月  | 2012年3月     |
| 第14屆       | 柴御清 | 2012年4月  | 2016年3月     |
| 第15屆       | 柴御清 | 2017年4月  | 2018年5月     |
| 第15屆(補選) | 陳芳益 | 2018年9月  | 2023年7月31日 |

歷任校長
| 任屆   | 校長      | 就任日期   | 卸任日期   | 備註 |
| ------ | --------- | ---------- | ---------- | ---- |
| 第1任  | 姬重慶    | 1969年11月 | 1973年10月 |      |
| 第2任  | 楊啟航    | 1973年11月 | 1977年10月 |      |
| 第3任  | 徐永      | 1977年11月 | 1980年7月  | 復校 |
| 第4任  | 柴沁明    | 1980年8月  | 1984年7月  |      |
| 第5任  | 柴沁明    | 1984年8月  | 1988年7月  |      |
| 第6任  | 柴沁明    | 1988年8月  | 1992年7月  |      |
| 第7任  | 湯振鶴    | 1992年8月  | 1996年2月  |      |
| 第8任  | 湯振鶴    | 1996年8月  | 1999年2月  | 退休 |
|        | 柴雲清    | 1999年3月  | 2000年7月  | 代理 |
| 第9任  | 柴雲清    | 2000年8月  | 2004年7月  |      |
| 第10任 | 施能仁    | 2004年8月  | 2007年2月  |      |
| 第11任 | 彭作奎    | 2007年3月  | 2010年7月  |      |
|        | 曾慶瀛    | 2010年8月  | 2010年8月  | 代理 |
| 第12任 | 黃政傑    | 2010年9月  | 2011年7月  |      |
| 第13任 | 黃政傑    | 2011年8月  | 2012年3月  |      |
|        | 曾慶瀛    | 2012年4月  | 2012年7月  | 代理 |
| 第14任 | 2012年8月 | 2016年7月  |            |      |
| 第15任 | 2016年8月 | 2017年7月  | 退休       |      |
|        | 陳彥佑    | 2017年8月  | 2018年4月  | 代理 |
| 第15任 | 黃思倫    | 2018年5月  | 2022年1月  | 請辭 |
| 第16任 | 陳晉照    | 2022年3月  | 2022年7月  | 代理 |

## 組織

### 行政單位
| 行政單位 | 董事會     | 校長室           |
| 行政單位 | 副校長室   | 秘書室           |
| 行政單位 | 研究發展處 | 人事室           |
| 行政單位 | 教務處     | 學生事務處       |
| 行政單位 | 總務處     | 進修專校         |
| 行政單位 | 終身教育處 | 會計室           |
| 行政單位 | 圖資處     | 體育室           |
| 行政單位 | 軍訓室     | 國際交流中心     |
| 行政單位 | 營運中心   | 語文教育訓練中心 |

### 學術單位
| 工學院 | 智慧自動化工程系（含工程技術碩士班） | 多媒體與遊戲科學系 |

| 觀光與管理學院 | 餐旅商務行銷系 | 觀光休閒與健康管理系 |
| 觀光與管理學院 | 視訊傳播系     | 時尚造型系           |

| 健康學院 | 保健食品系（含碩士班） | 景觀造園與維護系 |
| 健康學院 | 幼兒保育與家庭服務系   | 餐飲廚藝系       |

| 通識教育中心 |
| ------------ |

### 研究中心
| 研究中心 | 智慧雲端與大數據研究中心 | 保健食品研發暨檢驗中心 |
| 研究中心 | 智慧科技研發中心         |                        |

## 事件與爭議

### 校董妻子詐千萬遭判刑
2011年至2017年，中州科技大學接受勞動部勞動力發展署技能檢定中心委託辦理檢定，董事長柴御清與妻子阮鵬宇涉嫌向廠商收取回扣及以不實發票辦理核銷，阮女部分今審理終結，被判2年徒刑，緩刑5年，得向公庫繳交50萬元罰金。該案爆發於去年5月，柴御清夫婦繳回不法所得1,500萬元，他並辭去該校董事長職務。
判決書指出，阮鵬宇為中州科大終身教育處暨校友發展處證照輔導組長，2011年該校開始接受行政院勞動部委託技能檢定，而負責該業務的阮鵬宇，製作支出憑證、校銷對照表。她指示該校前總務長馮女取得配合的欣揚公司之大小章，得以用該公司名義開立發票，又與弘昇通訊行負責人蘇男合作，得以取得發票。判決書表示，阮女從2011年至2017年，光從弘昇通訊行就取得317張，總額共1,166萬1,019元之發票，利用辦理技能檢定的機會，向校方辦理撥款及核銷，阮女實際共詐得1,004萬9,810元。
阮女因觸犯商業會計法及偽造文書罪，判刑2年，惟法官考量其坦承犯行，又繳回不法所得，又因被告並無前科，認定因一時怠忽而罹刑章，犯後深切自省，當無再犯之虞，因此給予2年緩刑，繳交50萬元罰金。
2021年4月 110年度上更一字第4號，改判應執行有期徒刑1年6個月，如易科罰金，以新臺幣壹仟元折算壹日；所處不得易科罰金部分，應執行有期徒刑2年；均緩刑5年，並應於本判決確定後6個月內，向公庫支付新臺幣100萬元，及應於緩刑期內接受受理執行之地方檢察署所舉辦之法治教育5場次，緩刑期間付保護管束。

### 機械所論文無關專業
2019年12月，機械與自動化工程系被發現以命理、夜市為主題，與機械專業無關的碩士論文，導致該系的研究所被教育部勒令停招。

### 剝削烏干達等外籍學生
中州科技大學於2019年至烏干達招生，曾承諾學生「英文講授課程」、「無條件給予獎學金」及「媒合學生至與課程相關的產業實習」，但學生入學後，專業課程卻只用中文講學；學生向該校國際中心反映課程未以英文講授的問題，職員卻回覆：「你想要上英文的課去美國，這裡是台灣，要用中文。」
學生以為能獲得的獎學金，學校在入學後則改變說法，稱「要獲得獎學金，成績必須名列前茅」。但語言不通的問題，使得外籍學生難以與本國學生在課業上競爭，遑論取得獎學金。外籍學生在難以取得獎學金的情況下，積欠來台機票、學雜費及住宿費等高額債務，還得負擔日常伙食支出，只得至學校安排的工廠打工。
中州科技大學安排外籍學生至「CNC車床」、「腳踏車零件」與「隱形眼鏡製造」等勞力密集且與學校課程無關的工廠工作，部分學生還被安排在外縣市打工，並被學校索取接駁車的交通費；在沒有進行妥善職前訓練的情況下，有不少學生因工作受傷，某些學生甚至被安排一周五天大夜班工作。
烏干達外籍生在遭受中州科技大學的剝削後，欲轉學至靜宜大學並獲得全額獎學金。中州科大發現此事，遂要求靜宜大學開除該生學籍，並去函教育部要求將其遣返回國。在該生向教育部投訴中州科大的問題後，教育部以招生違失懲處中州科大，並發現該校沒有開設「產學專班」的資格。若中州科大的改善計畫未通過教育部檢查，最重恐將面臨停止招生的命運。
2022年1月21日，檢方指揮移民署展開搜索，經檢察官訊後，依涉嫌違反人口販運防制法、刑法詐欺罪及就業服務法聲押中州科大的推廣中心前主任主嫌藍素玲獲准，副校長柴雲清以30萬元交保，楊姓前行政助理五萬元交保，國際交流中心主任及組長限制住居。校長黃思倫請辭。
2022年1月27日，教育部證實中州科技大學於招生、教學、生活輔導及校園管理顯有重大缺失，因違反大學法及外國學生來台就學辦法等規定，教育部將中州科大列為專案輔導學校並禁止招收境外學生。中州科大校長黃思倫雖已請辭，但教育部將督導學校追究相關校內行為人員之責任並予以懲處。
2022年2月16日，因本事件遭教育部勒令自2022年學年度起全面停招。
2022年8月19日，臺灣彰化地方檢察署在偵辦過程發現一間苗栗的人力仲介公司，疑似有苗栗縣官員長期包庇，17日彰化地檢署赴苗搜索，帶回苗栗縣政府勞工及青年發展處副處長涂榮輝、勞資關係科長李明芳、勞工服務科長楊文東等6人。檢訊後，涂榮輝以涉嫌貪瀆且有勾串證人之虞等理由聲請羈押禁見獲准，另一名陳姓廠商30萬元交保。
2024年6月，中州科大烏干達血汗學工案宣判，學校的前副校長和前推廣中心主任被判5年6個月和5年。

## 其他

### 麒麟溪整治
中州科技大學振興橋因高低落差嚴重，容易導致車禍的發生，從2010年2月，開始整治麒麟溪兩岸，將溪堤向上加高，使振興橋平行。目前河堤與橋樑完工，已於2011年8月1日大門掛牌成「中州科技大學」正式完工。

## 多媒體

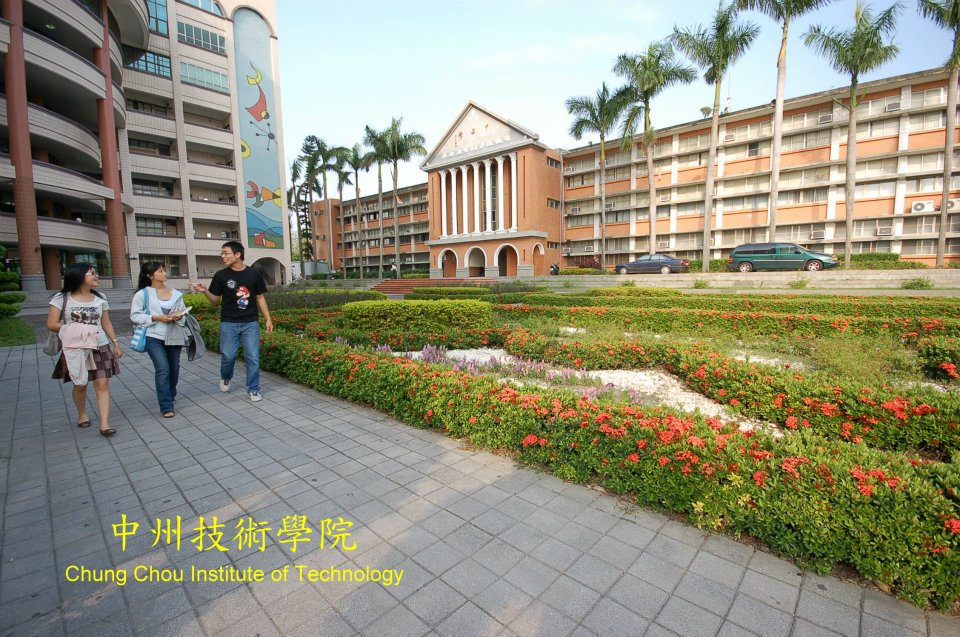
中州技術學院時期-中正樓前廣場
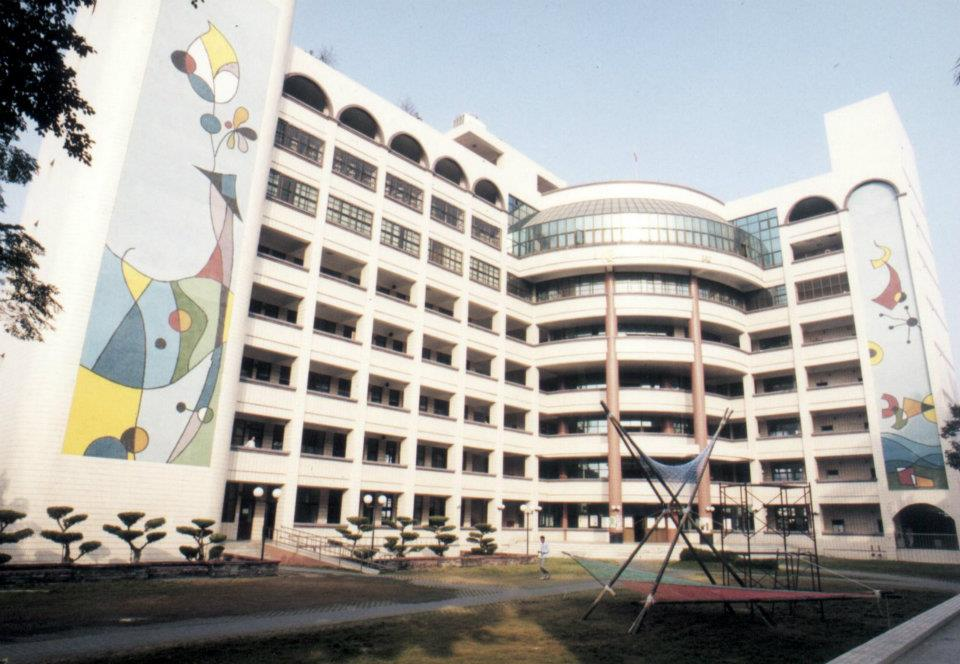
中州技術學院時期-沁明樓
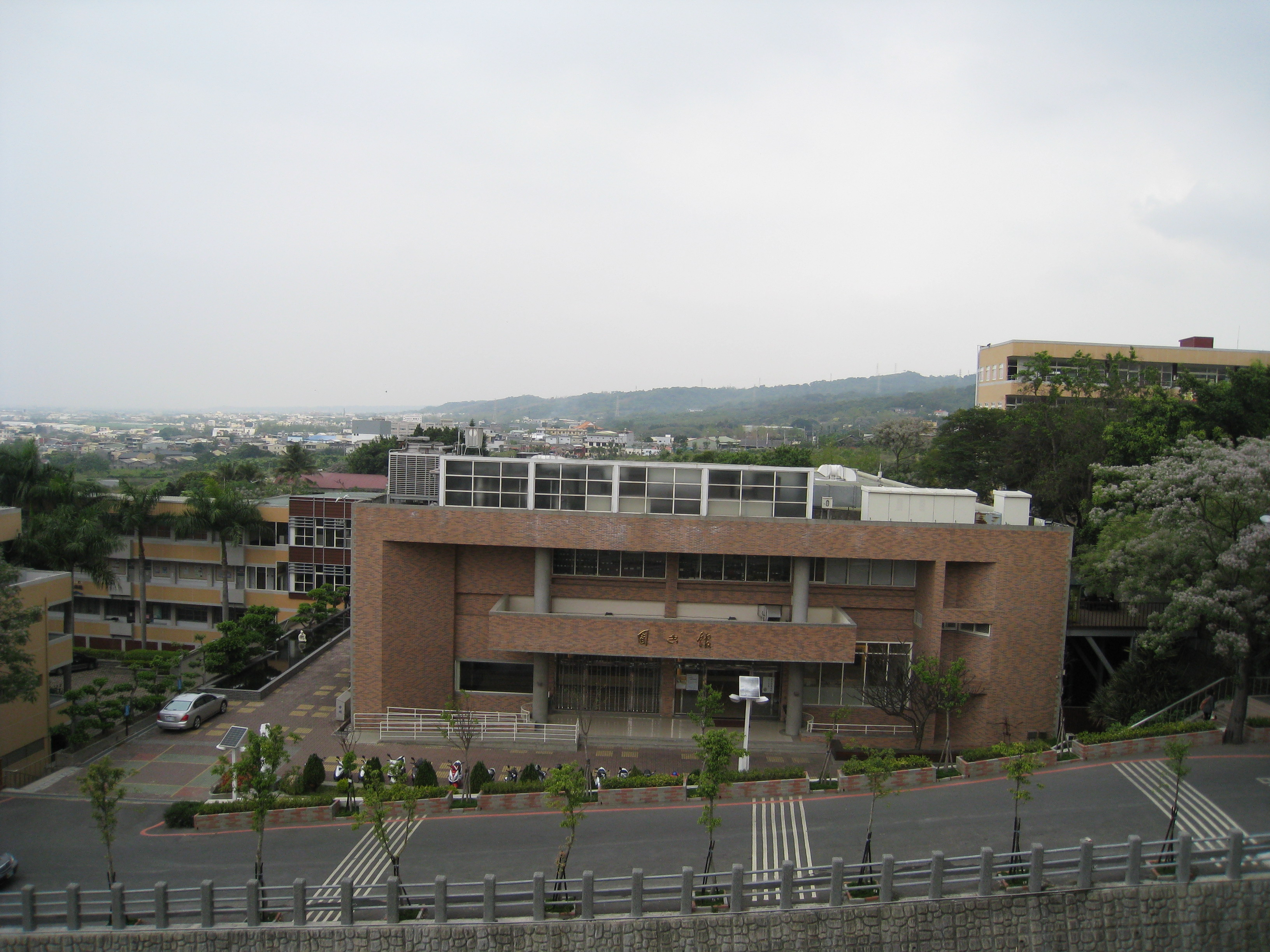
中州科技大學圖書館一館
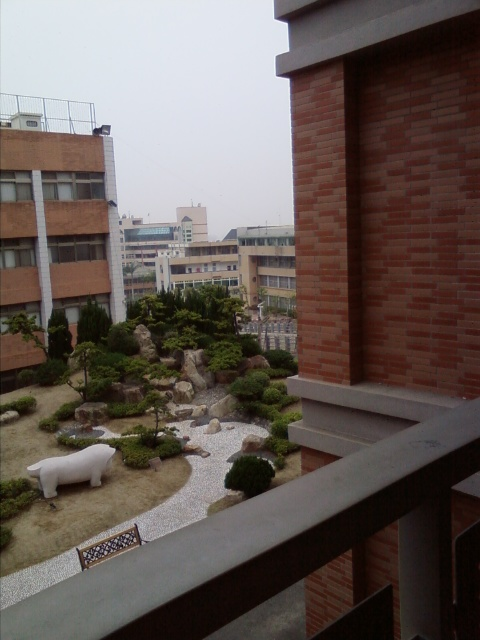
中州科技大學保健食品系教學大樓俯瞰
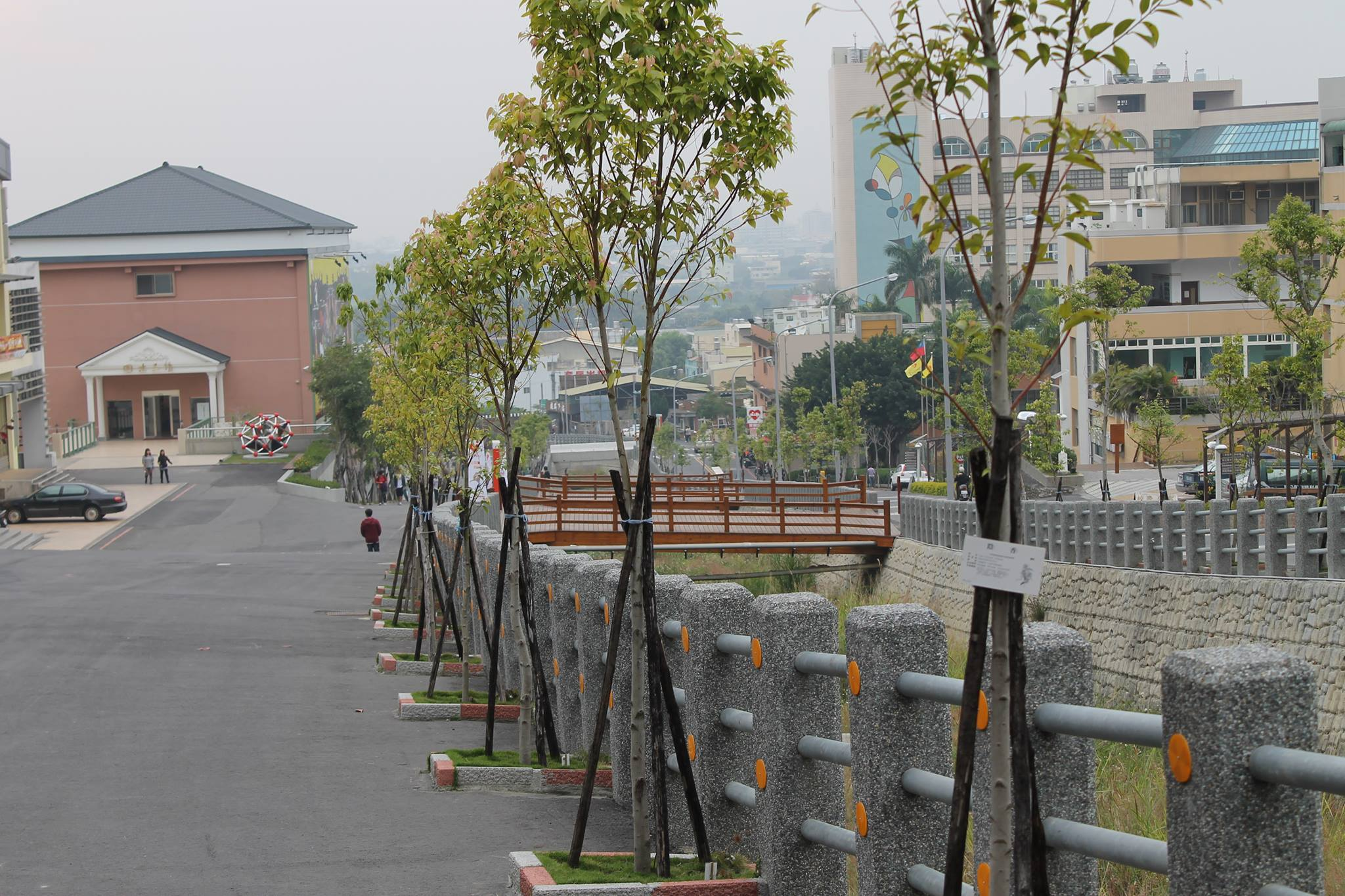
中州科技大學校園一隅
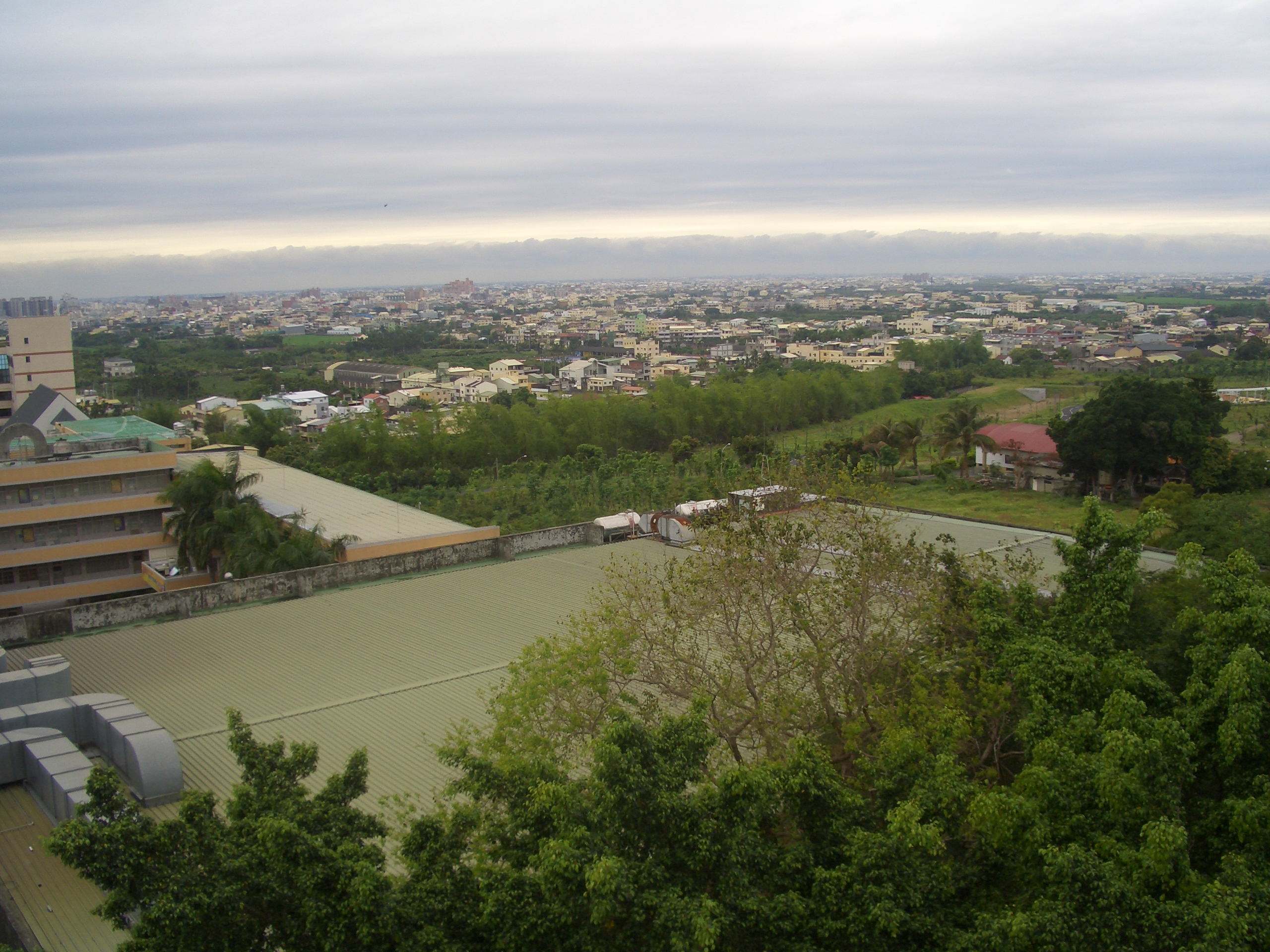
中州俯瞰員林市區
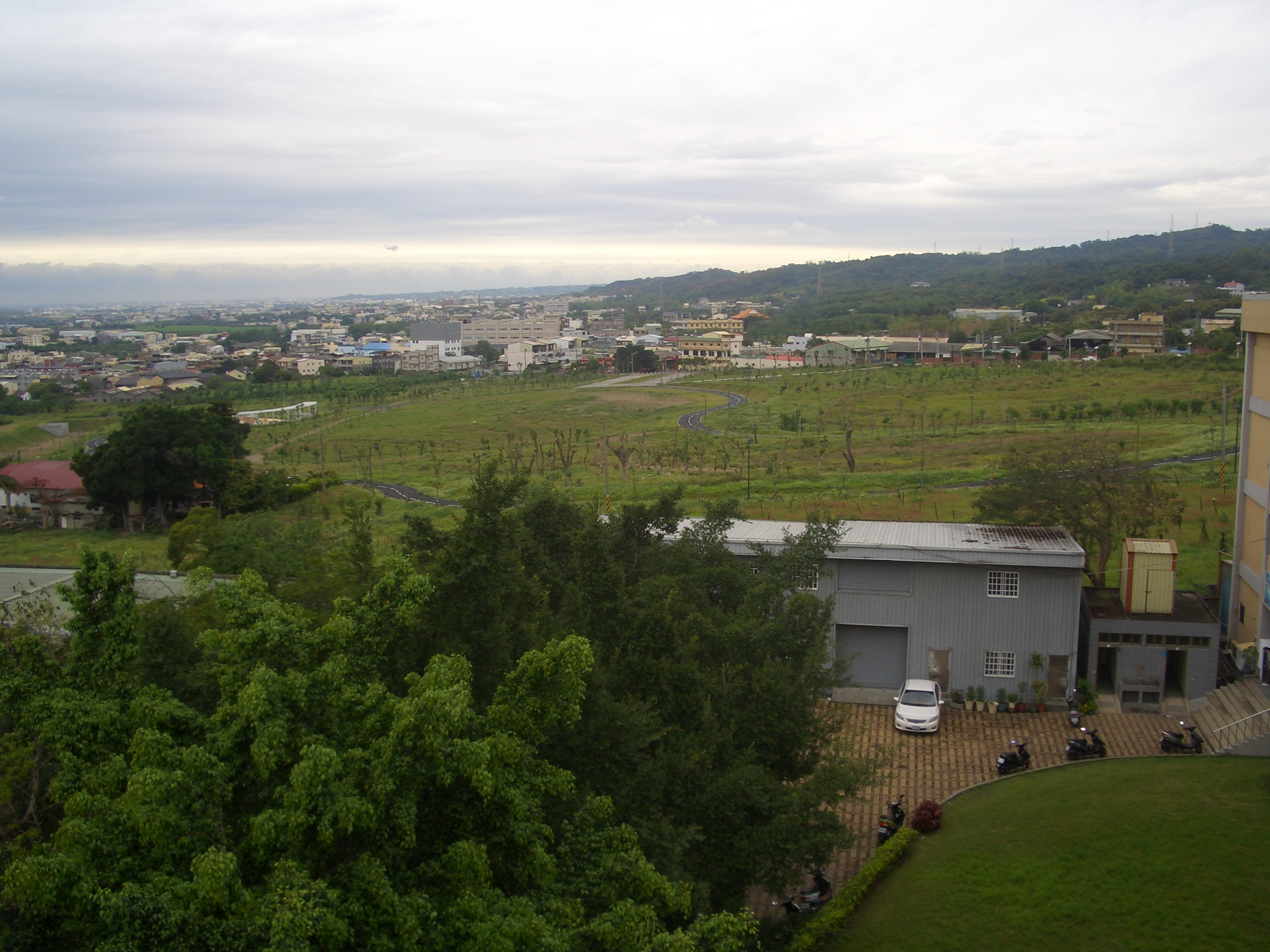
中州俯瞰 自行車公園 與 八卦山山脈
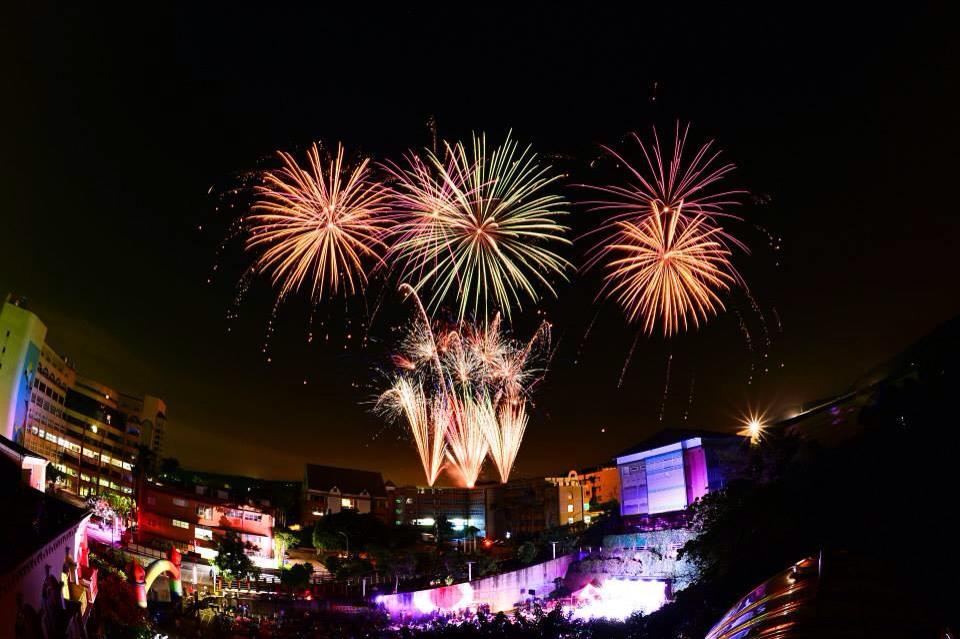
103學年度新生訓練晚會焰火

## 外部連結
- 大專校院校務資訊公開平台（页面存档备份，存于）